# رشاد عريض الأوراق
الرشاد عريض الأوراق أو مسواك الراعي (باللاتينية: Lepidium latifolium) نوع نباتي ينتمي إلى جنس الرشاد من الفصيلة الصليبية.

## البيئة والانتشار
ينتشر هذا النوع في بلاد الشام ومصر والمغرب العربي ومعظم مناطق أوروبا وبعض مناطق القوقاز، وانتشر أيضا في أمريكا الشمالية والهند.